# Jezerska Kočna
Jezerska Kočna, pogosto imenovana le Kočna, (2540 m) je druga najvišja gora v Kamniško-Savinjskih Alpah in najzahodnejša gora osrednjih Grintovcev. S svojo masivnostjo in značilno obliko je prepoznana daleč naokrog po Ljubljanski kotlini. Z grebenom je povezana z nižjim zahodnim vrhom Kokrska Kočna, 2475 m. Od vsepovsod pada s strmim skalnatim ostenjem. Proti zahodu se spušča v dno doline Kokre, na severu v dolino Makekove Kočne. Na vzhodu se preko Dolške škrbine naslanja na najvišji vrh Kamniško-Savinjskih Alp Grintovec, na jugu pa pada v dolino Suhadolnice.

## Izhodišča
- Jezersko (906 m)
- Kamnik, Kamniška Bistrica (601 m)
- Kokra, Preddvor

## Vzponi na vrh
- 4½-5h: iz Kokre, po Suhadolnikovi poti
- 3¼h: od Češke koče na Spodnjih Ravneh (1542 m), po Kremžarjevi poti (SPP št. 1)
- 3½h: od Zoissove koče na Kokrskem sedlu (1793 m), čez Dolce
- 1¾h: z vrha Grintovca, po Špremovi poti (SPP št. 1)

## Razgled
Razgled s Kočne je zaradi njene izpostavljenosti in višine eden najlepših v Grintovcih. Na zahodu se nam iznad gorenjske ravnine dvigujejo vzhodne Julijske Alpe z izstopajočim Triglavom. Desno od njega je bližnji Storžič, sledijo Karavanke s Stolom, Košuto, Obirjem in Peco. Za njimi se vzdigujejo visoke avstrijske Alpe. Na vzhodu nam pritegne pogled Grintovec, ki zastira pogled na ostale vrhove Kamniško-Savinjskih Alp. Na jugu pa se nam preko Krvavca in Ljubljanske kotline prikažejo Krim, notranjski Snežnik in ostali nižji vrhovi južne Slovenije.